# Hall & Oates
Hall & Oates bylo popové duo složené z Daryla Halla a Johna Oatese. Největší vzestup zažili v pozdějších sedmdesátých a brzkých osmdesátých létech. Hall & Oates kombinovali ve svém repertoáru rockovou hudbu s R&B styly a této směsi říkali „rock and soul“ (odtud také název jejich kompilačního alba Rock 'n Soul Part 1 z roku 1983).
Tato kapela měla mnoho #1 hitů v hitparádě Billboard Hot 100, mezi které patří např. „Rich Girl“, „Kiss on My List“, „Private Eyes“, „I Can't Go for That (No Can Do)“, „Maneater“ a „Out of Touch“. Jejich poslední vstup do hitparády byl učiněn v roce 1990.
Rozpadli se v roce 2024.

## Historie
Poprvé se Daryl Hall (rodným příjmením Hohl) potkal s Johnem Oatesem ve Filadelfii v roce 1967, v době kdy docházel na Templeskou Univerzitu. Každý z nich již tehdy měl svoji vlastní hudební skupinu – Hall & The Temptones a Oates & The Masters. Po dvou letech spolu zformovali hudební kapelu – duo a po třech následujících letech se zapsali u Atlantic Records a publikovali svoje debutní album.

### 1982:H2O
Jejich další album H2O bylo více uhlazenější, více synthezátorově orientované a nejvíce úspěšné album dua vůbec. Album navázalo na excentrický mix new wave, popu, rocku, R&B, funku a soulu předchozího alba Private Eyes. Album H2O se dostalo na třetí příčku album hitparády Billboard 200. Ze všech 11 skladeb Oates zpíval hlavní hlas pouze v písních „Italian Girls“ a „At Tension“. Název alba H2O si hraje se slovíčky; „H“ symbolizuje Halla a „O“ symbolizuje Oatese.
„One on One“ je chytře zakamuflovaná reference na romanci a basketbal; tato píseň byla taktéž použita na reklamu NBA.
Album H2O také znamenalo určitou změnu pro kapelu Halla a Oatese – bubeník Mickey Curry, který se objevil již v předchozím albu Private Eyes, nahradil Jerryho Marrottu. Basista Tom „T-Bone“ Wolk, který napodoboval basovou linku Johna Sieglera z video klipu „Private Eyes“, nahradil Sieglera. Zbytek kapely zůstal netknutý, konkrétně hlavní kytarista G. E. Smith (podle Smithe „G. E.“ znamená „great entertainment“ – dobrá zábava), saxofonista Charlie „Mr. Casual“ DeChant a členové studiové/tour kapely Halla a Oatese. DeChant spolupracoval s Hallem a Oatesem až do rozpadu skupiny. Curry mimo jiné přispěl k Do It for Love (2003) albové relaci.
| #  | Název        | Hot 100 | UK Singles |
| -- | ------------ | ------- | ---------- |
| 1. | "Maneater"   | #1      | #6         |
| 2. | "One on One" | #7      | #63        |
| 3. | "Family Man" | #6      | #15        |

## Členové doprovodné skupiny
| - Charles DeChant - Tom "T-Bone" Wolk - Zev Katz |  | - Mike Braun - Eliot Lewis |

### Bývalí členové
| - G. E. Smith - Paul Pesco - Mickey Curry - Jerry Marotta - David Foster - Kenny Pasarelli - Caleb Quaye - Roger Pope |  | - David Kent - John Siegler - Jeff Catania - John Korba - Christopher Bond - Steve "Fontz" Gelfand - Bob Mayo - Todd Sharp |

## Statistiky
- K roku 2006 měli Hall & Oates na kontě sedm platinových a šest zlatých desek, certifikovaných korporací RIAA.
- Hall & Oates měli dohromady 34 singlů v hitparádě Billboard Hot 100 magazínu Billboard.
- V roce 2001 byli Daryl Hall a John Oates zvoleni do textařské síně slávy (Songwriters Hall of Fame).